# Japansk hare
Japansk hare (Lepus brachyurus) är ett däggdjur i familjen harar som förekommer endemiskt på Japan.

## Utseende
Den japanska haren är en jämförelsevis liten art i släktet harar, den blir bara upp till 2,5 kg tung. I kroppsbyggnaden liknar den skogsharen (L. timidus). Pälsfärgen varierar mycket under sommaren mellan ljus rödbrun till mörk gråbrun. Ibland förekommer vita ställen vid huvudet eller extremiteterna. Underarter som lever i nordliga trakter byter före vintern till en vit pälsfärg. Arten har en cirka 50 cm lång kropp (huvud och bål), en 4,0 till 5,5 cm lång svans, ungefär 13,5 cm långa bakfötter och nästan 8 cm långa öron.

## Utbredning och habitat
Utbredningsområdet är begränsat till de japanska öarna Honshu, Shikoku, Kyushu, Sado, Awaji, Shōdoshima, och till ögrupperna Okiöarna, Gotōöarna samt Amakusaöarna. Arten saknas däremot på Hokkaido.
Angående habitatet är den japanska haren mycket variabel. Den hittas till exempel på gräsmarker eller i skogar som ligger i låglandet eller i upp till 2 700 meter höga bergstrakter.

## Ekologi
Arten är huvudsakligen aktiv på natten och vilar på dagen. Födan utgörs främst av gräs (48 %) samt av olika örter och odlade växter som potatis, beta och sädesslag. På vintern äter japansk hare även löv och bark olika träd. Här föredrar haren kryptomeria (Cryptomeria japonica), solfjäderslönn (Acer japonicum), olika ärtväxter (Fabaceae) och arter av kejsarträdssläktet (Paulownia) samt arter av släktena Eleutherococcus och Aralia. Liksom andra släktmedlemmar är arten koprofag.
Parningstiden ligger mellan februari och juli. Honorna föder mellan april och augusti tre till fem kullar med en till fyra ungar. Ungarna väger vid födelsen cirka 130 gram. Honor blir efter ungefär tio månader könsmogna. Den maximala livslängden är fyra år.
Individernas revir är 10 till 30 hektar stort.

## Systematik
Den japanska haren räknas som en självständig art i släktet harar (Lepus). Vanligen skiljs mellan fyra underarter.
- Lepus brachyurus brachyurus på sydöstra Honshu samt på Kyushu, Shikoku och på andra öar.
- Lepus brachyurus angustidens på nordvästra Hoshu.
- Lepus brachyurus lyoni på Sado
- Lepus brachyurus okiensis på Okiöarna

## Status
Arten är inte sällsynt i sitt utbredningsområde men beståndet minskade i vissa regioner. Hela populationsstorleken är inte känt men jämförd med 1970- och 1980-talet är den japanska haren lite mer glest fördelad. I unga skogar med många örter som undervegetation är arten mera vanlig än i äldre skogar. På ön Sado decimeras beståndet dessutom av ökad jakt och av den införda japanska mården (Martes melampus).
IUCN betraktar beståndet som stabilt och listar arten som livskraftig (LC).